# Edmund Brisco Ford
Profesor Edmund Brisco "Henry" Ford, F.R.S. (23. travnja 1901. – 2. siječnja 1988.) bio je britanski ekološki genetičar.  Već od rane mladosti zainteresirali su ga lepidoptera, grupa kukaca koja uključuje leptire i moljce.

## Životopis
Ford je bio učenik i slijedbenik Ronalda Fishera.  Kao i Fisher, nastavio je prepucavanja Anglo-Američke prirodne selekcije protiv genetičkog drifta, pogotovo je bio u koliziji sa Sewall Wrightom, za kojeg je Ford vjerovao da previše naglašava ulogu genetičkog drifta.  On je bio eksperimentalist i želio je testirati evoluciju u prirodi.  
Gle njegov magnum opus Ekološka genetika (Ford, 1964 i kasnija izdanja).  
Ipak, neka njegova djela su bila izložena kritikama.  Unatoč tome, položio je temelje za mnoga moderna istraživanja.
1954. godine je osvojio Darvinovu medalju Kraljevskog društva.
Među mnogim Fordovim izdanjima, možda je napopularnija knjiga Butterflies (Leptiri) prva knjiga New Naturalist serije,  (Ford, 1945). 
Ford se nije nikad oženio niti je imao djece, a bio je i poprilično ekscentričan.

## Biografije
- Marren P. (1995). The New Naturalists.  HarperCollins: London
- Clarke B (1995). Edmund Brisco Ford. Biographical Memoirs of Fellows of the Royal Society of London ?:147

## Bibliografije
(NB: datumski, ne alfabetski)
- Ford E.B. (1931.). Mendelism and Evolution. Methuen, London.
- Carpenter G.D.H. and E.B. Ford (1933.) Mimicry. Methuen, London
- Ford E.B. (1938.).  The Study of Heredity. Butterworth, London.  2nd Edn OUP.
- Ford E.B. (1942., 7th edn 1973.).  Genetics for Medical Students Chapman and Hall: London.
- Ford E.B. (1945., 3rd edn 1977.). New Naturalist 1: Butterflies.  Collins: London.
- Ford E.B. (1955., 3rd edn 1972.). New Naturalist 30: Moths.  HarperCollins: London
- Ford E.B. (1964.), 4th edn 1975.). 'Ecological Genetics'.  Chapman and Hall: London
- Ford E.B. (1965.). Genetic Polymorphisms.  Faber and Faber: London
- Ford E.B. (1976.). Genes and Adaptation  Institute of Biology studies.  Edward Arnold: London
- Ford E.B. (1979.). Understanding Genetics.  Faber and Faber: London
- Ford E.B. (1981.). Taking Genetics into the Countryside.  Weidenfeld and Nicholson: London
- Ford E.B. and J.S. Haywood (1984.).  Church treasures of the Oxford District.  Alan Sutton: Gloucester (N.B. This is not on genetics!)